# Liwa (oáza)

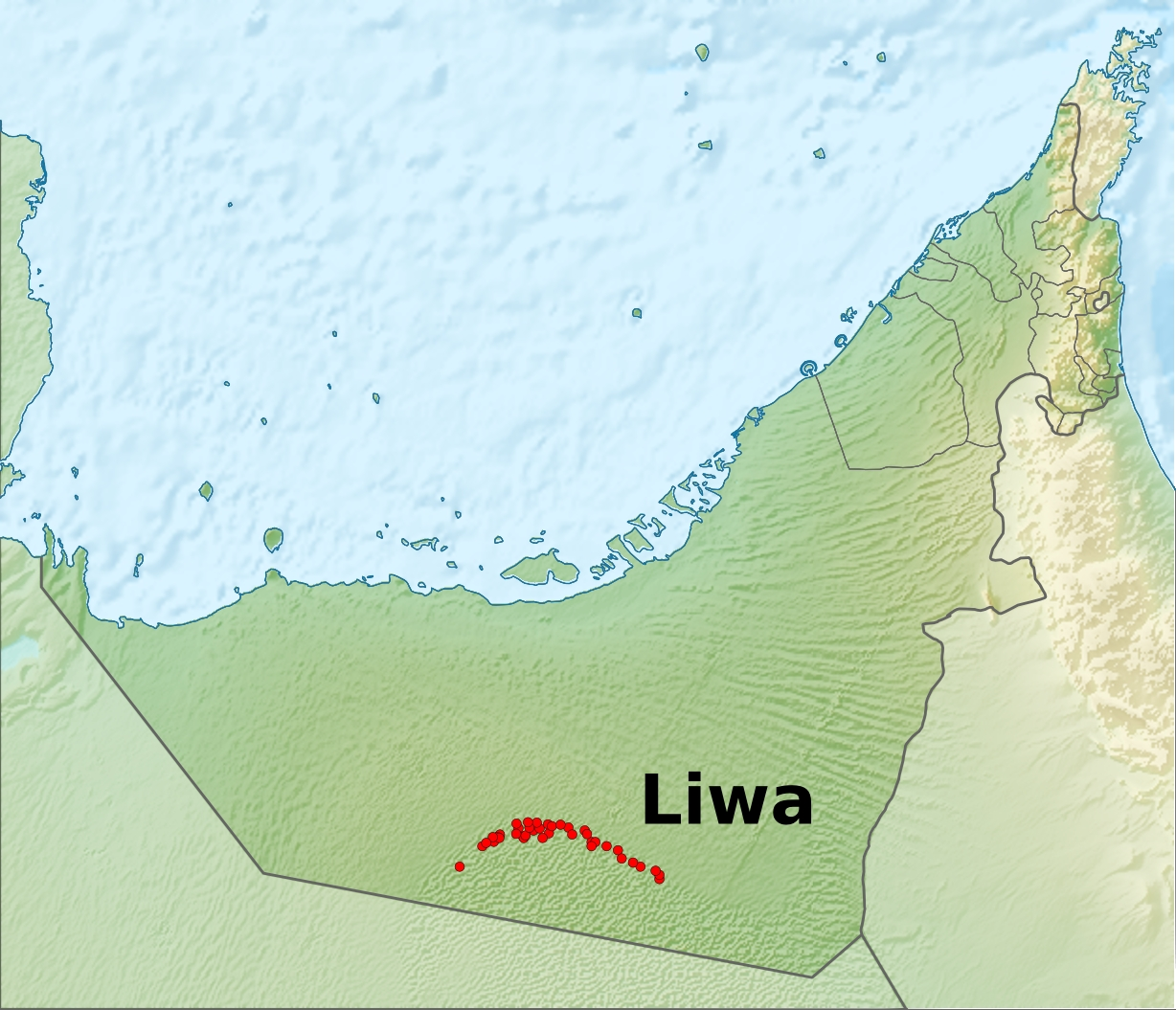
Poloha Liwy ve Spojených arabských emirátech

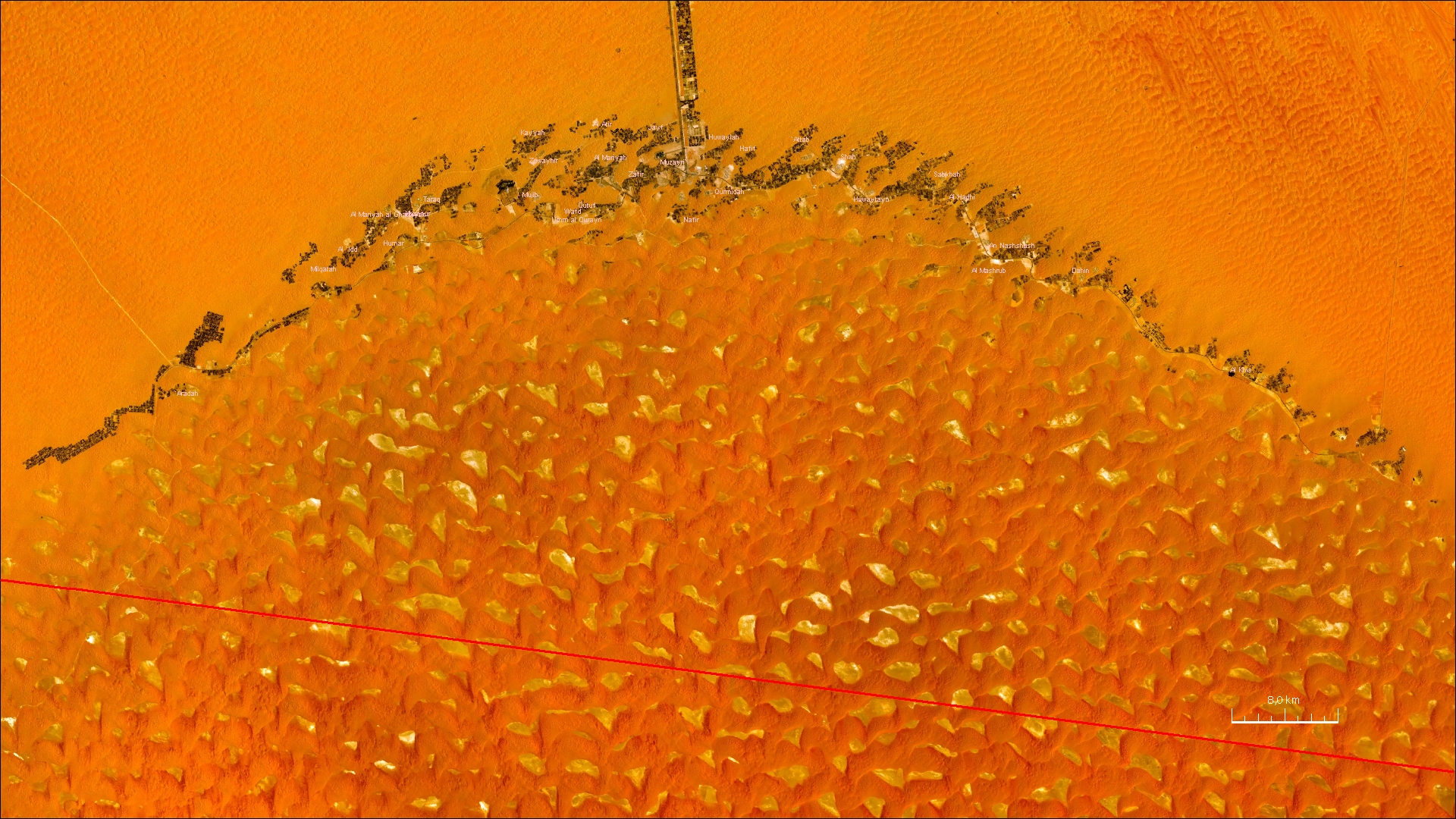
Na satelitním snímku lze pozorovat pás oáz na severu a také písčité duny Rub al-Chálí. Hranice se Saúdskou Arábií je vyznačena jako červená čára. Na severu jsou vidět zavlažované oblasti podél dálnice vedoucí na pobřeží Perského zálivu.

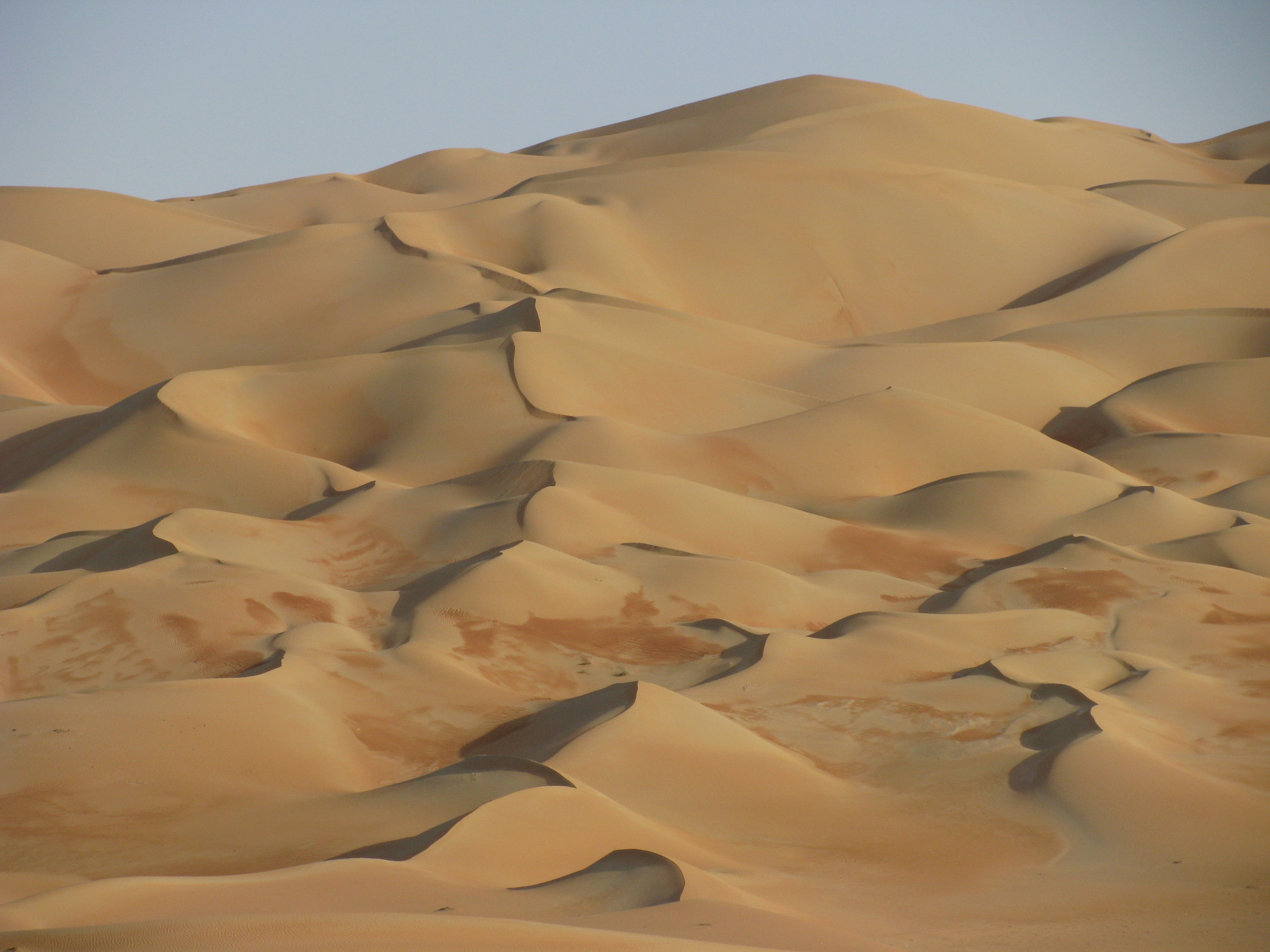
Písčité duny v Liwě

Oáza Liwa (arabsky وَاحَـة لِـيْـوَ‎, Wāḥḥat Līwā) je velká oáza v západní části emirátu Abu Zabí ve Spojených arabských emirátech. Je to největší oáza v celých Spojených arabských emirátech.

## Geografie
Oáza Liwa se nachází asi 97,6 km jižně od pobřeží Perského zálivu a 150 km jihozápadně od města Abú Zabí, na severním okraji pouště Rub al-Chálí. Nachází se na souřadnicích 23° 08′ severní šířky 53° 46′ východní délky a táhne se asi 100 km východo-západně podél oblouku zakřiveného na sever. Skládá se asi z 50 vesnic. Geografickým a ekonomickým centrem oázy je Muzayri`, kde se silnice z Abú Zabí napojuje na oázu a poté pokračuje na východ (65 km do nejvýchodnější vesnice Mahdar Bin `Usayyan) a na západ (45 km do nejzápadnější vesnice Aradah). Podle sčítání lidu v roce 2005 zde bydlelo 20 196 obyvatel. Dřívější odhady (posuzované ze satelitních snímků), odhadovaly populaci na 50 000 až 150 000 obyvatel. Oáza Liwa je nejjižnější sídlo emirátu Abú Zabí ve Spojených arabských emirátech. Jižní hranice Spojených arabských emirátů se Saúdskou Arábií, která se nachází 16 a 35 km od Oázy, je úsečkou v poušti Rub al-Chálí, která je do značné míry neobydlená. Mahdar Bin `Usayyan je nejjižnější vesnicí Spojených arabských emirátů a také nejvýchodnější vesnice oázy. 10 km jižně od hranice Spojených arabských emirátů a Saúdské Arábie a 40 km jižně od východní části oázy se nachází saúdské ropné pole Shaybah. Oáza Liwa a Shaybah však nejsou propojeny žádnou silnicí ani hraničním přechodem. Moderní, víceproudá dálnice spojuje oázovou oblast s hlavním městem Abú Zabí.

### Vesnice
Databáze geografických názvů United States Geological Survey (USGS) uvádí 39 osídlených vesnic v oblasti oázy, která jsou v následující tabulce uvedena od západu na východ.

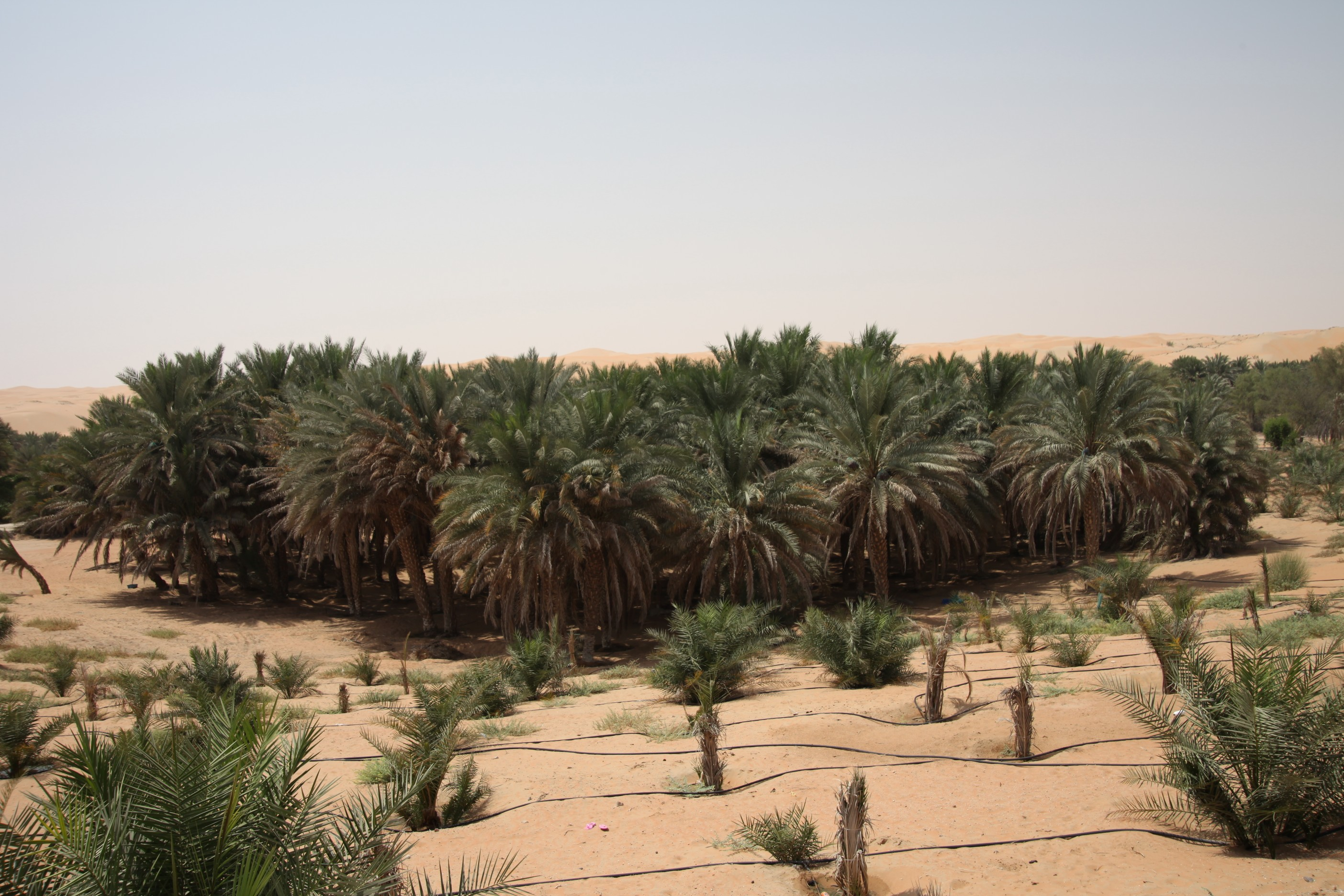
Datlovníky v Liwě

| Vesnice                 | Arabsky         |
| ----------------------- | --------------- |
| `Aradah                 | عرادة           |
| Milqatah                | ملقطة           |
| Al-`Idd                 | العيد           |
| Al-Mariyah al-Gharbiyah | المارية الغربية |
| Humar                   | حمار            |
| Khannur                 | خنور            |
| Hamarur                 | حمرور           |
| Taraq                   | طرق             |
| Mujib                   | مجيب            |
| Kayyah                  | كية             |
| Zuwayhir                | ظويهر           |
| Wafd                    | وفد             |
| Umm al Qurayn           | أم القرين       |
| Qutuf                   | قطوف            |
| Al-Atir                 | العاطر          |
| Al-Mariyah              | المارية         |
| Dhafeer                 | ظفير            |
| Jayf                    | جيف             |
| Muzayri                 | مظيري           |
| Nafir                   | نافر            |
| Huwaylah                | حويلة           |
| Qurmidah                | قرمدة           |
| Hafif                   | هفيف \ حفيف     |
| `Attab                  | عتاب            |
| Shah                    | شاه             |
| Huwaytayn               | حويطين          |
| Sabkhah                 | سبخة            |
| Al-Hadhi                | الهذي           |
| Tharwaniyah             | ثروانية         |
| Al Mashrub              | المشرب          |
| An-Nashshash            | النشاش          |
| Dahin                   | داهن            |
| Wadhil                  | واظل            |
| Mawsil                  | موصل            |
| Al-Khis                 | الخيس           |
| Quwaysah                | قويسة           |
| Hamim                   | حميم            |
| Jurayrah                | جريرة           |
| Mahdar Bin `Usayyan     | مهدر بن عصيان   |

## Ekonomika

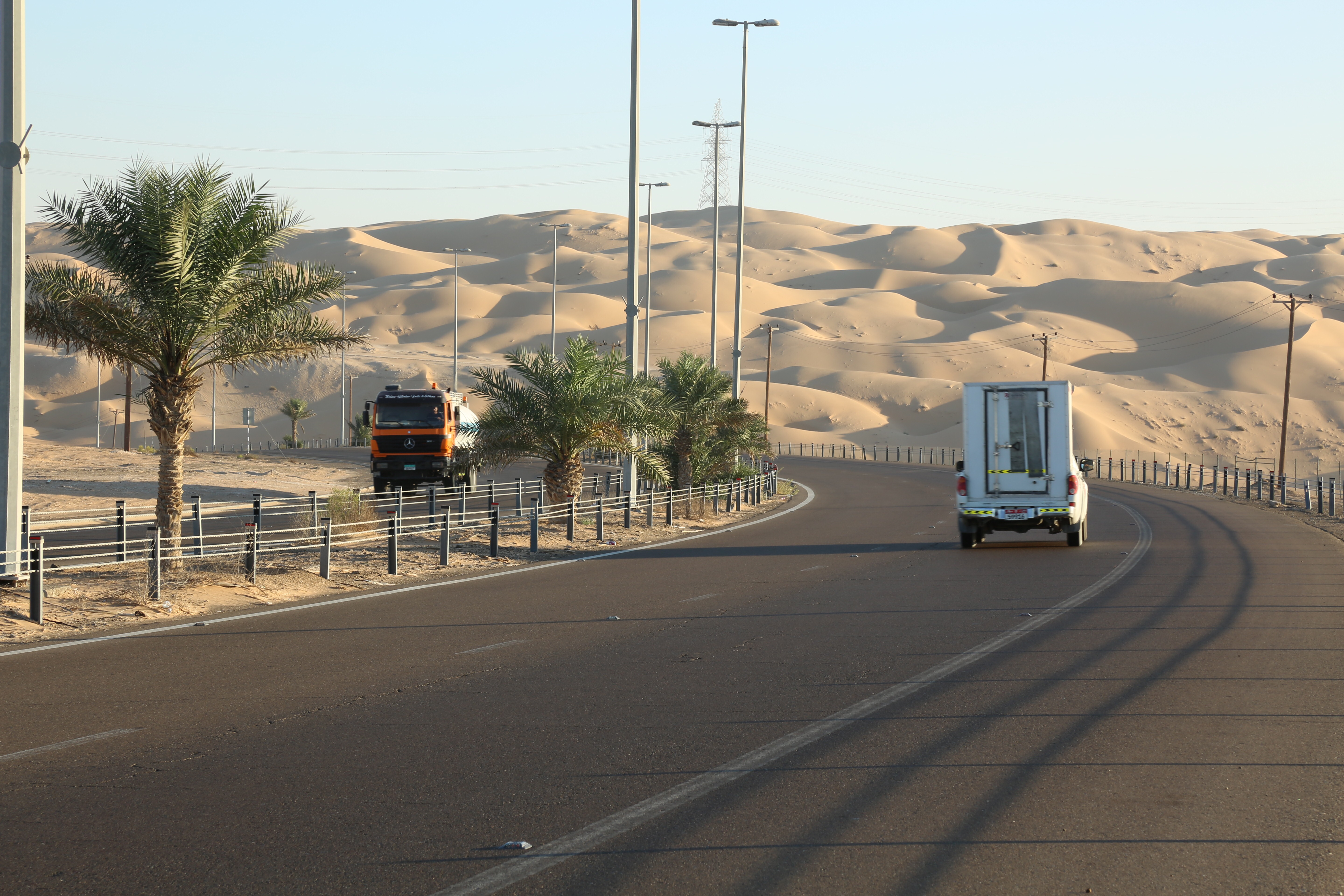
Silnice v Liwě

Důležitým tradičním odvětvím ekonomiky Liwy je pěstování datlovníků. Je zde široce rozšířené používání kapkové závlahy a skleníků. Zájem o turismus se zde navyšuje. Je zde také několik hotelů, například Liwa Hotel v Muzayri`, Tilal Liwa Hotel a Liwa Rest House provozovaný vládou Abú Zabí a letoviskem Qasr Al Sarab.
Duna Moreeb se nachází jižně od Muzayri` a je vysoká zhruba 300 metrů. Jedná se o jednu z největších dun na světě. Každoročně láká místní obyvatele i turisty ze zahraničí na festival v Liwě, kteří zde mohou vidět terénní závody i závody velbloudů.